# Anna von Quernheim

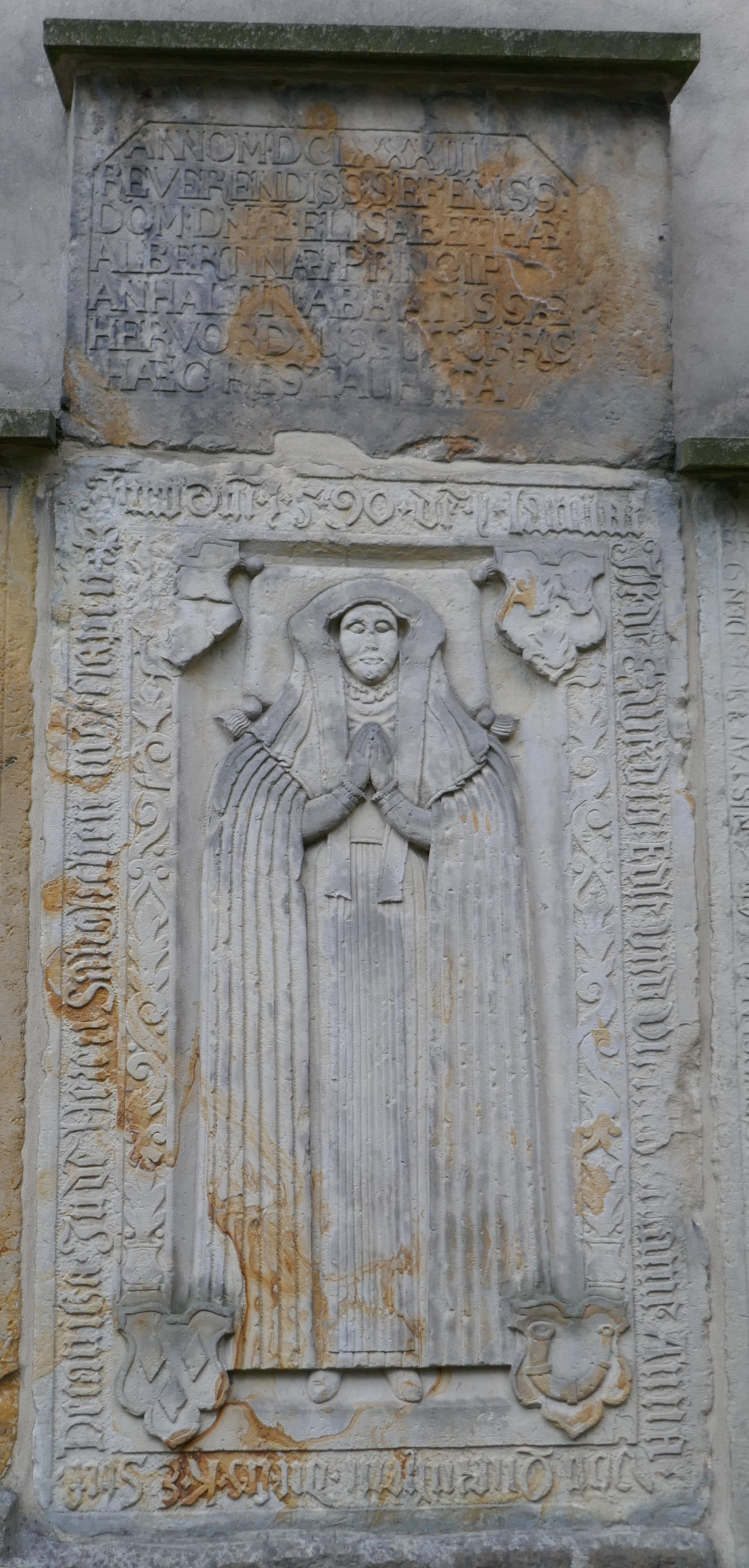
Grabplatte an der Westseite der Stiftskirche

Anna von Quernheim (* vor 1520, † 1. Januar 1590) verfasste Psalmendichtungen und geistliche Lieder in niederdeutscher Sprache.

## Leben
Sie entstammt der westfälischen Adelsfamilie von Quernheim in Minden-Ravensberg. Ihr Vater war Johann von Quernheim aus dem Hause  Ulenburg, ihre Mutter Anna von Barsen (Barssen, Barschen). Sie besuchte die Klosterschule des Stifts Obernkirchen bei Bückeburg, später das Marienstift auf dem Berge bei Herford, wo sie 1551 zur Dechantin gewählt wurde, was der Stellung einer Äbtissin entsprach. Das Stift auf dem Berge bekannte sich zum lutherischen Glauben und wurde ein weltliches Damenstift. Sie starb 1590 im Stift auf dem Berge vor Herford. Die Grabplatte ist erhalten und befindet sich an der Westseite des Turmes der Stiftkirche (heute) in Herford.

## Werk
Ein Jahr vor ihrem Tod erschien eine Ausgabe von 25 geistlichen Liedern in niederdeutscher Sprache, herausgegeben und mit einem Vorwort des Stiftspfarrers Heinrich Bincke versehen, der nach ihrem Tod 1590 auch die Predigt zu ihrer Beerdigung verfasste. Die Lieder sind in vielfältigen, teils anspruchsvollen Strophenformen geschrieben, bedingt durch die ausgewählten, bereits vorhandenen Melodien anderer Kirchenlieder. Auch wenn ihre Verse keine besonders hervorragenden Zeugnisse des lutherischen Kirchenliedes darstellen, sind sie doch bemerkenswert als letzter niederdeutscher Druck im westfälischen Lemgo und als erste Textsammlung einer Dichterin aus Westfalen.

## Werke
- VD 16 B 5505: XXV. schöne Psalmen vnde Geistlike Leder: Der Ehrwürdigen / Edlen vnde veeldögentriken J(ungfer) Annen van Quernheimb / des Key(serlichen) fryen Werltliken Stiffts vpm Berge vör Heruorde Dechantinnen ... colligert / vnde thom Drucke vorferdiget. Dörch H. Hinrich Bincken ... Lemgo: Conrad Grothe 1589.